# سرور مه‌کامه محصص لاهیجانی
سَروَر مه‌کامه محصص لاهیجانی (۱۲۹۱–۱۳۵۶)، شاعر و خوشنویس ایرانی و فعال حقوق زنان بود. او عضو هیئت رئیسه کنگره نویسندگان نیز بود و از وی بیش از ۵۰۰۰ بیت شعر برجا مانده‌است.

## زندگی
بانو سرور یا سرورالدوله لاهیجانی در سال ۱۲۹۱ در لاهیجان زاده شد. پدرش احمد مستوفی متخلص به مه‌کامه و مادرش سارا خاتون از زنان خوشنویس، نقاش و هنرمند بود.
سرور از کودکی شعر می‌گفت و شعر بزرگان را حفظ می‌کرد و از نوجوانی شعرهای او در نشریه‌های گیلان چاپ می‌شد. سرور مدرسه را زود به پایان رساند و با وجود سن کم آموزگار نخستین دبستان دخترانه دولتی لاهیجان شد و به زودی نظامت مدرسه را برعهده گرفت. او پدرش را در ۱۳ سالگی و مادرش را در ۱۵ سالگی از دست داد.
از آنجا که تخلص شعری‌اش «مه‌کامه» بوده و با نام خانوادگی همسرش (محصص) در اجتماع می‌زیست، بیشتر به «مه‌کامه محصص» مشهور است.
به گفته علی اکبر مشیر سلیمی او در نه سالگی پنج هزار بیت و ترانه حفظ بود و از ده سالگی به سرایندگی و سخنرانی پرداخت. مه‌کامه در پانزده سالگی به رشت رفت و به تدریس ادبیات در دارالمعلمات رشت پرداخت و هم‌زمان به جمعیت‌های جنبش زنان ایران پیوست و با چاپ اشعاری دربارهٔ حقوق زنان و آزادی زنان، در رشت پرآوازه گشت. در این زمان با پسرعموی خود، عباسقلی محصص، کارمند وزارت دادگستری و از قاضی‌های سال‌های ابتدایی سده ۱۳ خورشیدی ازدواج کرد و چهار فرزند به دنیا آورد، از جمله اردشیر محصص، کاریکاتوریست و ایران‌دخت محصص، مدرس، نقاش، پیانیست و مترجم. اما عباسقلی خیلی زود و در زمان کودکی اردشیر، بر اثر عارضه قلبی درگذشت و مه‌کامه فرزندانش را به تنهایی بزرگ کرد. مه‌کامه در این زمان ساکن تهران شد و از آن پس به تربیت فرزندان، سرودن شعر و نوشتن مقالات اجتماعی دربارهٔ وضعیت زنان پرداخت.
در سال ۱۳۱۳ در مسابقهٔ انجمن ادبی ایران به مناسبت هزارهٔ فردوسی شرکت کرد و رتبهٔ اول را به دست آورد. سرور محصص همچنین از اولین زنان عضو کنگره نویسندگان بود. او در سال ۱۳۲۵ در کنگره شرکت کرد و با مقام بالایی که در شعر و ادب داشت به عضویت هیئت رئیسه کنگره نویسندگان درآمد. از وی بیش از ۵۰۰۰ شعر برجای مانده‌است.

## مه‌کامه و پروین اعتصامی
مه‌کامه دوستی نزدیکی نیز با پروین اعتصامی داشت و این دوستی و رابطه تا پایان عمر کوتاه پروین ادامه داشت. نامه‌های این دو تن به یکدیگر معروف است، به ویژه قطعه غم‌انگیزی که در سوگ پروین سروده است بارها چاپ شده‌است.
به نظر می‌رسد اولین آشنایی مه‌کامه با پروین از طریق سروده‌های مه‌کامه که در رسانه‌های آن زمان منتشر می‌شد بوده‌است اما اولین دیدارشان در مدرسه دخترانه بوده‌است. زمانی که مه‌کامه متوجه می‌شود پروین برای دیدارش به مدرسه آمده و بلافاصله این دو بیتی را خطاب به پروین می‌سراید:
ای زاده اعتصام فخر ایران
ای مایه افتخار نوع انسان
سرور به نثار مقدم آورده نثار
گلهای محبت از گلستان روان
در مدتی که پروین در رشت اقامت داشت ارتباطش با مه‌کامه فعال و برقرار بود. پروین پس از بازگشت به تهران در ضمن اولین نامه‌اش به مه‌کامه این دو بیت را ـ در پاسخ به دو بیتی که او برایش سروده بود ـ با خطی خوش برایش نوشت:
بردیم محبت تو در مخزن دل
کشتیم گل مهر تو در گلشن دل
پروین بود آبیار این کشتهُ پاک
تا خون بودش به چشمهُ روشن دل